# Anneau de Bézout
En algèbre commutative, un anneau quasi-bézoutien est un anneau où la propriété de Bézout est vérifiée ; plus formellement, c'est un anneau dans lequel tout idéal de type fini est principal.
Un anneau de Bézout, ou anneau bézoutien, est un anneau quasi-bézoutien intègre.

## Idéal de type fini et propriété de Bézout
Un idéal de type fini est un idéal engendré par un nombre fini d'éléments. Un idéal engendré par un élément a est dit idéal principal et se note aA. Un idéal engendré par deux éléments a et b se note aA + bA, il est constitué des éléments de A pouvant s'écrire sous la forme au + bv avec u et v éléments de A.
Un anneau intègre est donc de Bézout si et seulement si, pour tous a et b de A, il existe un élément d de A tel que aA + bA = dA. L'implication directe n'est qu'une conséquence de la définition ; la réciproque provient du fait que si un idéal engendré par deux éléments est principal, il en est de même de l'idéal engendré par trois éléments, puis quatre, puis n.
Dans un anneau quasi-bézoutien, tout couple (a,b) d'éléments non nuls possède un PGCD : pgcd(a,b) = d si et seulement si aA + bA = dA. Tout anneau quasi-bézoutien est donc un anneau à PGCD.
De cette égalité, on déduit la propriété suivante appelée identité de Bézout : pour tous éléments a, b et c de A, il existe des solutions à l'équation au + bv = c si et seulement si c est multiple du PGCD de a et b.

## Hiérarchie
- Un anneau quasi-bézoutien vérifie :
  - le lemme de Gauss donc aussi
  - le lemme d'Euclide (si p est irréductible et divise bc alors il divise b ou c).
- Un anneau bézoutien vérifie les propriétés supplémentaires suivantes :
  - les trois notions de primalité (irréductible, premier, extrémal) sont équivalentes ;
  - l'anneau est intégralement clos.
- Un anneau à PGCD est de Bézout si (et seulement si) c'est un anneau intègre dans lequel deux éléments premiers entre eux sont toujours étrangers[4], autrement dit dans lequel les trois notions de coprimalité (premiers entre eux, indissolubles entre eux, étrangers) sont équivalentes.
- Un anneau à PGCD[5] (ou même seulement pré-Schreier[6]) est de Bézout si (et seulement si) c'est un anneau de Prüfer (en), c'est-à-dire[7] un anneau intègre dont tout idéal de type fini non nul est inversible.
- Tout anneau de valuation est de Bézout.
- Un anneau intègre est principal si et seulement s'il est à la fois de Bézout et atomique[8], un anneau intègre étant dit atomique si tout élément non nul et non inversible y est produit d'irréductibles.
  - Puisque tout anneau factoriel ou noethérien est atomique, tout anneau de Bézout qui est aussi factoriel ou noethérien est principal.
  - Il existe des anneaux de Bézout non atomiques (donc non factoriels et non noethériens), comme l'anneau des fonctions entières[9] ou celui des entiers algébriques[10],[11]. On peut également construire[12], pour tout groupe abélien G totalement ordonné, un anneau de valuation (donc de Bézout) dont le groupe de valuations est G : pour G non trivial et non isomorphe à Z, cet anneau sera de valuation non triviale et non discrète, donc ne sera pas principal. Plus généralement, pour tout groupe abélien réticulé G, il existe un anneau de Bézout A dont le groupe de divisibilité, Frac(A)*/A×, est isomorphe à G en tant que groupe ordonné[13],[14].

## Anneaux de Bézout non commutatifs
On appelle anneau de Bézout (ou bézoutien) à gauche un anneau intègre dans lequel tout idéal à gauche de type fini est principal. On définit de même un anneau de Bézout à droite. Un anneau de Bézout est un anneau de Bézout à gauche et à droite. Un anneau atomique bézoutien à gauche est un anneau principal à gauche (c.-à-d. un anneau intègre dans lequel tout idéal à gauche est principal). Un anneau R est de Bézout à gauche si, et seulement si R est un anneau d'Ore à gauche dans lequel tout idéal à gauche de type fini est libre.

## Modules sur les anneaux de Bézout
Soit R un anneau de Bézout (non nécessairement commutatif) et {\displaystyle M} un R-module à gauche ou à droite de type fini. Soit {\displaystyle {\mathcal {T}}\left(M\right)} le sous-module de torsion de {\displaystyle M}. Il existe un module libre de type fini {\displaystyle F} tel que {\displaystyle M={\mathcal {T}}\left(M\right)\oplus F} et, puisque {\displaystyle F\cong M/{\mathcal {T}}\left(M\right)}, {\displaystyle F} est déterminé de manière unique à un isomorphisme près. En particulier, un anneau intègre R est de Bézout si, et seulement si tout R-module à gauche ou à droite de type fini sans torsion est libre.